# Ignace Gelb
Pour les articles homonymes, voir Gelb.
Ignace J. Gelb, né le 14 octobre 1907 à Tarnów, Autriche-Hongrie, et mort le 22 décembre 1985, est un assyriologue et historien américano-polonais, pionnier de la recherche scientifique sur les écritures.

## Biographie
Il obtient son doctorat de philosophie à l'Université de Rome en 1929, puis part à l'Université de Chicago où il est professeur d'assyriologie jusqu'à sa mort.
Bien que les systèmes d'écriture aient été étudiés pendant des siècles par des linguistes, Gelb est considéré comme le premier chercheur scientifique de ce champ d'études, et invente la limite grammatique concernant l'étude des systèmes d'écriture. 
Dans Pour une théorie de l'écriture (1952), il suggère que les écritures évoluent dans une direction simple, des écritures logographiques aux écritures syllabiques avec la notion de la "grammatologie" puis aux écritures alphabétiques. Cette typologie historique a été critiquée comme étant excessivement simpliste, adaptant les données à la théorie et ne tenant pas compte des cas exceptionnels. Cependant, en dépit des améliorations plus récentes de la typologie par Peter T. Daniels et d'autres, l'étude rigoureuse de Gelb des propriétés de différents genres de système d'écriture reste une piste novatrice. Gelb pensait que les glyphes mayas n'étaient pas un système d'écriture représentant la langue, ce qui a été infirmé à la suite du déchiffrement de l'écriture maya.
Le travail de Gelb se concentre sur des éditions de textes akkadiens traduits, d'une grammaire et d'une dictionnaire de vieil akkadien. Ses autres travaux importants portent sur le commerce et la vente de terre en Mésopotamie, en métrologie, et sur d'autres aspects de l'histoire économique et sociale. Il est membre de l'Académie américaine des arts et des sciences, un membre de Lincei d'Accademia Nazionale et, en 1975, il est élu membre de la prestigieuse Société philosophique américaine. De 1965 à 1966, il est président de la Société orientale américaine.